# Across the Great Divide (álbum)
Across The Great Divide es una caja recopilatoria del grupo norteamericano de rock The Band, publicado por Capitol Records en noviembre de 1994. La caja contiene tres discos con las canciones más representativas del grupo: el primero recopila temas de los álbumes Music from Big Pink (1968), The Band (1969) y Stage Fright (1970), mientras que el segundo incluye temas seleccionados de los discos Cahoots (1971), Rock of Ages (1972), Moondog Matinee (1973), Northern Lights-Southern Cross (1975) e Islands (1977). 
El tercer disco incluye rarezas como «Who Do You Love», un sencillo de Ronnie Hawkins publicado en marzo de 1963, así como «Do the Honky Tonk» y «He Don't Love You», dos canciones grabadas y publicadas en 1964 cuando el grupo se llamaba Levon & The Hawks. El disco incluye también grabaciones en directo como «Ain't No Cane on the Brazos», interpretada en el festival de Woodstock en 1969, y «Slippin' and Slidin'», interpretada en Sant Louis en 1970, así como cuatro temas del festival Live at Watkins Glen publicados un año más tarde en el álbum en directo Live at Watkins Glen. 

## Lista de canciones
Todos los temas compuestos por Robbie Robertson excepto donde se anota.
| Disco uno |                                       |                                  |          |  |
| N.º       | Título                                | Escritor(es)                     | Duración |  |
| 1.        | «Tears of Rage»                       |                                  | 5:19     |  |
| 2.        | «The Weight»                          |                                  | 4:35     |  |
| 3.        | «I Shall Be Released»                 | Bob Dylan                        | 3:12     |  |
| 4.        | «Chest Fever»                         |                                  | 5:13     |  |
| 5.        | «In a Station»                        | Richard Manuel                   | 3:30     |  |
| 6.        | «To Kingdom Come»                     |                                  | 3:19     |  |
| 7.        | «Lonesome Suzie»                      | Richard Manuel                   | 4:01     |  |
| 8.        | «Rag Mama Rag»                        |                                  | 3:03     |  |
| 9.        | «The Night They Drove Old Dixie Down» |                                  | 3:31     |  |
| 10.       | «King Harvest (Has Surely Come)»      |                                  | 3:38     |  |
| 11.       | «Rockin' Chair»                       |                                  | 3:39     |  |
| 12.       | «Whispering Pines»                    | Richard Manuel, Robbie Robertson | 3:56     |  |
| 13.       | «Up on Cripple Creek»                 |                                  | 4:31     |  |
| 14.       | «Across the Great Divide»             |                                  | 2:54     |  |
| 15.       | «The Unfaithful Servant»              |                                  | 4:16     |  |
| 16.       | «The Shape I'm In»                    |                                  | 4:01     |  |
| 17.       | «Daniel & The Sacred Harp»            |                                  | 4:13     |  |
| 18.       | «All La Glory»                        |                                  | 3:34     |  |
| 19.       | «Stage Fright»                        |                                  | 3:44     |  |

| Disco dos |                                   |                                          |          |  |
| N.º       | Título                            | Escritor(es)                             | Duración |  |
| 1.        | «When I Paint My Masterpiece»     | Bob Dylan                                | 4:18     |  |
| 2.        | «The Moon Struck One»             |                                          | 4:08     |  |
| 3.        | «Life is a Carnival»              | Rick Danko, Levon Helm, Robbie Robertson | 3:57     |  |
| 4.        | «The River Hymn»                  |                                          | 4:37     |  |
| 5.        | «Don't Do It»                     | B. Holland, L. Dozier, E. Holland        | 4:42     |  |
| 6.        | «Caledonia Mission»               |                                          | 3:21     |  |
| 7.        | «The W. S. Walcott Medicine Show» |                                          | 3:52     |  |
| 8.        | «Get Up Jake»                     |                                          | 3:16     |  |
| 9.        | «This Wheel's on Fire»            | Rick Danko, Bob Dylan                    | 3:54     |  |
| 10.       | «Share Your Love with Me»         | A. Brigg, D. Malone                      | 2:54     |  |
| 11.       | «Mystery Train»                   | H. Parker, Jr., S. Phillips              | 5:40     |  |
| 12.       | «Acadian Driftwood»               |                                          | 6:40     |  |
| 13.       | «Ophelia»                         |                                          | 3:29     |  |
| 14.       | «It Makes No Difference»          |                                          | 6:32     |  |
| 15.       | «Livin' in a Dream»               |                                          | 2:50     |  |
| 16.       | «The Saga of Pepote Rouge»        |                                          | 4:13     |  |
| 17.       | «Right as Rain»                   |                                          | 3:54     |  |

| Disco tres |                                            |                                  |          |  |
| N.º        | Título                                     | Escritor(es)                     | Duración |  |
| 1.         | «Who Do You Love»                          | E. McDaniel                      | 2:40     |  |
| 2.         | «Do the Honky Tonk»                        | D. Robey                         | 2:58     |  |
| 3.         | «He Don't Love You»                        |                                  | 2:36     |  |
| 4.         | «Katie's Been Gone»                        | Richard Manuel, Robbie Robertson | 2:46     |  |
| 5.         | «Bessie Smith»                             | Rick Danko, Robbie Robertson     | 4:18     |  |
| 6.         | «Orange Juice Blues (Blues for Breakfast)» | Richard Manuel                   | 3:18     |  |
| 7.         | «Ain't No Cane on the Brazos»              | Tradicional                      | 4:26     |  |
| 8.         | «Slippin' & Slidin'»                       | R. Penniman                      | 3:13     |  |
| 9.         | «Twilight»                                 |                                  | 3:15     |  |
| 10.        | «Back to Memphis»                          | Chuck Berry                      | 5:58     |  |
| 11.        | «Too Wet to Work»                          | Garth Hudson                     | 2:30     |  |
| 12.        | «Loving You Is Sweeter Than Ever»          | I. J. Hunter, Stevie Wonder      | 3:25     |  |
| 13.        | «Don't Ya Tell Henry»                      | Bob Dylan                        | 3:23     |  |
| 14.        | «Endless Highway»                          |                                  | 5:09     |  |
| 15.        | «She Knows»                                | J. Griffin, R. Royer             | 3:22     |  |
| 16.        | «Evangeline»                               |                                  | 3:11     |  |
| 17.        | «Out of the Blue»                          |                                  | 3:11     |  |
| 18.        | «The Weight»                               |                                  | 4:35     |  |
| 19.        | «The Last Waltz Refrain»                   |                                  | 1:31     |  |
| 20.        | «Theme from the Last Waltz»                |                                  | 3:26     |  |

## Personal
The Band
- Rick Danko: bajo, guitarra rítmica, violín, trombón y voz
- Levon Helm: batería, mandolina, guitarra rítmica, bajo, percusión y voz
- Garth Hudson: órgano, piano, sintetizadores, clavinet, acordeón e instrumentos de viento
- Richard Manuel: piano, órgano, batería, clavinet, armónica, saxofón barítono, dobro y voz
- Robbie Robertson: guitarras y voz

Otros músicos
- John Simon: piano eléctrico, tuba y saxofón barítono
- Allen Toussaint: arreglos de cuerda en "Life Is A Carnival", "Don't Do It", "Caledonia Mission" y "The W. S. Walcott Medicine Show"
- Billy Mundi: batería en "Mystery Train"
- Byron Berline: violín en "Acadian Driftwood"
- Ronnie Hawkins: voz en "Who Do You Love"
- Roy Buchanan: bajo en "Who Do You Love"
- Jerry Penfound: saxofón tenor en "Do The Honky Tonk"
- Larry Packer: violín y viola en "She Knows"
- Frank Luther: bajo en "She Knows"
- Jason Myles: programación en "She Knows"
- Emmylou Harris: guitarra y voz en "Evangeline"
- Roebuck "Pops" Staples: guitarra y voz en "The Weight"
- Mavis Staples: voz en "The Weight"
- Cleotha and Yvonne Staples: coros en "The Weight"